# Jinan
Jinan ou Tsinan (济南) é a capital da província de Shandong, na República Popular da China. Tem cerca de 2,48 milhões de habitantes. 

## Cidade-irmã
- Porto Velho, (2011)[1]

## Subdivisões

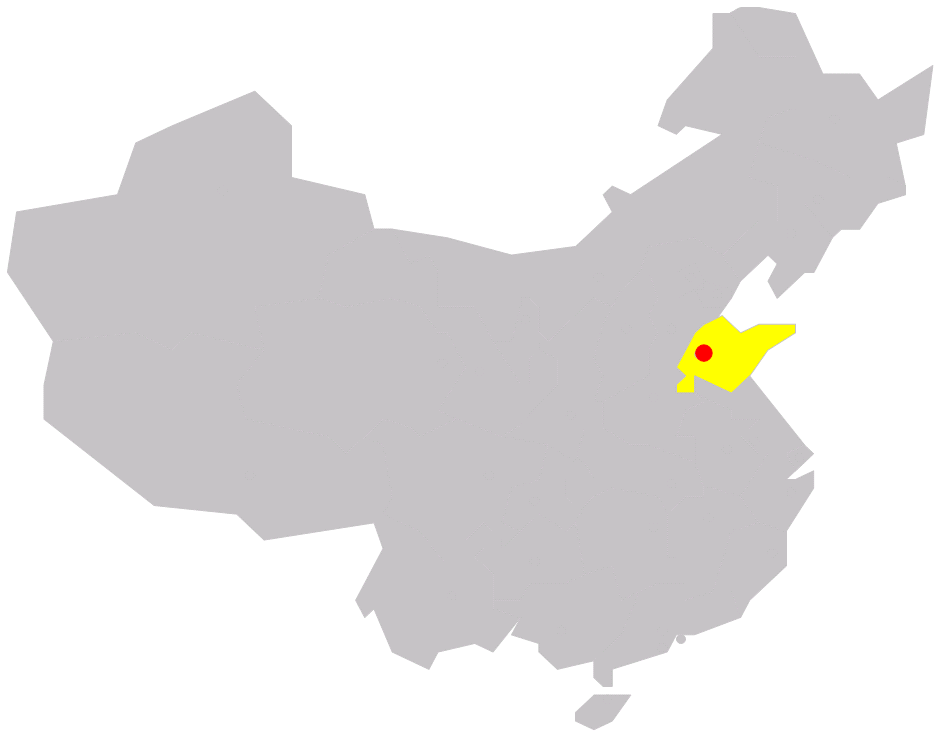
Localização de Jinan (em vermelho) na província de Shandong (em amarelo) e na República Popular da China (em cinza)

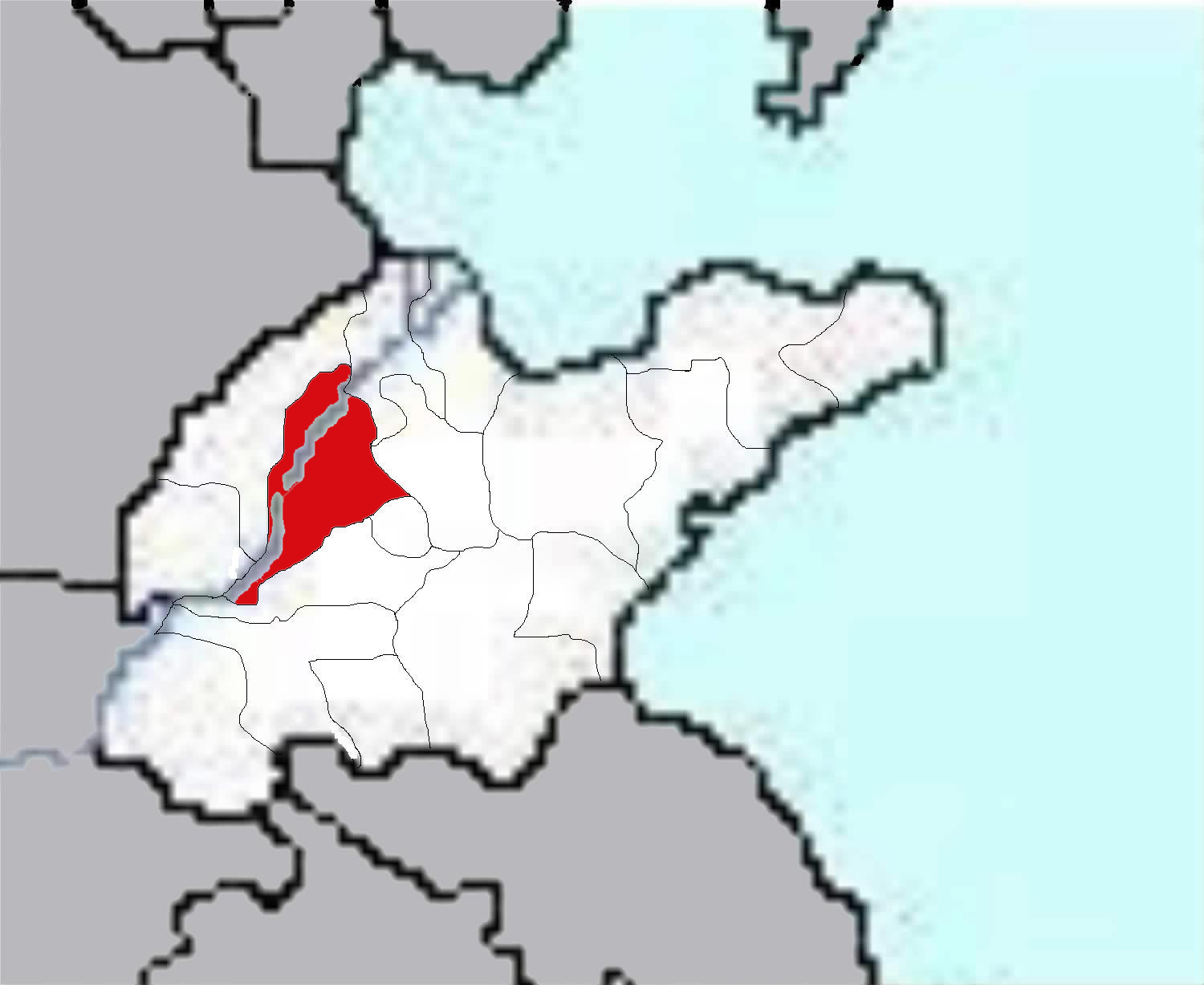
Localização da Jinan (em vermelho) na província de Xantungue (em branco)

|                       | Chinês | Área (km²) | População |
| --------------------- | ------ | ---------- | --------- |
| Distritos             |        |            |           |
| Distrito de Changqing | 长清区 | 1 178      | 530 000   |
| Distrito de Huaiyang  | 槐荫区 | 151        | 350 000   |
| Distrito de Licheng   | 历城区 | 1 298      | 860 000   |
| Distrito de Lixia     | 历下区 | 101        | 580 000   |
| Distrito de Shizhong  | 市中区 | 280        | 540 000   |
| Distrito de Tianqiao  | 天桥区 | 249        | 490 000   |
| Cidades               |        |            |           |
| Zhangqiu              | 章丘市 | 1 855      | 990 000   |
| Condados              |        |            |           |
| Condado de Jiyang     | 济阳县 | 1 075      | 530 000   |
| Condado de Pingyin    | 平阴县 | 827        | 360 000   |
| Condado de Shanghe    | 商河县 | 1 163      | 590 000   |